# Angelo Tarlazzi
Angelo Tarlazzi est un styliste  italien, résidant à Paris. Souvent appelé « le plus parisien des créateurs italiens ».

## Angelo Tarlazzi et la mode
Tout en continuant ses études à Sciences Politiques à Rome, Angelo Tarlazzi commence à travailler comme assistant dans la maison de couture Carosa.
Il s'installe à Paris en 1965 et travaille comme assistant de Michel Goma chez Jean Patou jusqu’en 1968, date à laquelle il part à New York. Il y travaille en indépendant pour la maison Jerry Silverman. Il est également rappelé par la maison Carosa à Rome pour être le directeur artistique.
Il crée en collaboration, la nouvelle collection de prêt-à-porter Laura Biagiotti.
En 1972, il revient à Paris pour succéder à Michel Goma en tant que directeur artistique de la maison Jean Patou.
Il décide de bousculer les codes de la maison et improvise 4 robes du soir pour le défilé, faites de simples foulards de soie noués et drapés sur les mannequins, à la manière de paréos.
La presse ne cesse de parler de ses robes « mouchoir », qu’il décline ensuite au gré de ses collections,.
Il décide ensuite de créer sa propre ligne, dont il fait la première présentation en avril 1977, avec des robes du soir pailletées qui s'enfilent comme de simples t-shirts .
Il assure également la direction artistique de Guy Laroche, à la suite du décès de ce dernier, de 1989 à 1993,.
En 1996, parallèlement à la ligne portant son nom, il devient le nouveau créateur du prêt-à-porter de Carven.
En 2008, il doit faire face à des difficultés de financement, mais poursuit sa carrière. 
En 2012, il participe au projet de Sarah Ohana, qui a demandé à 15 créateurs (Félix, Olivier Lapidus,  Jean-Claude Jitrois, Junko Shimada, Franck Sorbier, Jérôme L’huillier, Julien Fournié… ) de dessiner chacun une robe pour la marque Brigitte Bardot,.
En 2017, il fait partie du jury des PV awards, prix remis par le salon international du tissu de Première Vision, aux côtés de l’acteur John Malkovich
Il est depuis 2015 membre de la Commission classement Couture-Création accordant l'appellation « Haute couture ».